# Sherif Touré
Mohammed El-Sherif Touré Coubageat (* 27. Dezember 1981) ist ein togoischer ehemaliger Fußballspieler.
Der Stürmer Touré kam 1998 von den Sportfreunden Ricklingen zu den Amateuren von Hannover 96 und spielte erstmals in der Saison 2000/01 in der 2. Bundesliga in der ersten Mannschaft von Hannover 96, wo er in drei Spielen zum Einsatz kam. In der darauffolgenden Saison wechselte er in die Oberliga zum SV Concordia Ihrhove nach Ostfriesland. Obwohl der Verein in die Bezirksliga (7. Liga) zwangsabstieg, blieb er ihm zunächst treu. 
Touré machte sein erstes Länderspiel für die togoische Fußballnationalmannschaft im Jahr 2000. Er gehörte zum Nationalkader Togos für die Afrikameisterschaft 2006. Für die Weltmeisterschaft 2006 in Deutschland wurde er von Trainer Otto Pfister hingegen nicht nominiert. Im August 2006 wechselte Touré dann zum VfL Germania Leer. Zur Saison 2007/08 wurde er dort als Abgang mit unbekanntem Ziel verzeichnet.